# Alchimistul (povestire)
„Alchimistul” (titlu original „The Alchemist”) este o povestire a scriitorului american H. P. Lovecraft. A fost scrisă în 1908, când Lovecraft avea 17 sau 18 ani, și a fost publicată pentru prima dată în numărul din noiembrie 1916 al revistei United Amateur.

## Rezumat
Este povestită de protagonist, contele Antoine de C, la persoana întâi. Cu sute de ani în urmă, nobilul strămoș al lui Antoine a fost responsabil pentru moartea unui vrăjitor întunecat, Michel Mauvais. Fiul vrăjitorului, Charles le Sorcier, a jurat răzbunare nu numai asupra lui, ci pe toți urmașii săi, blestemându-i să moară la împlinirea vârstei de 32 de ani.
Protagonistul povestește cum strămoșii lui au murit cu toții într-un mod misterios în jurul vârstei de 32 de ani. Arborele genealogic s-a micșorat și castelul a fost lăsat să cadă în paragină, turn cu turn. În cele din urmă, Antoine este singurul care a rămas, cu un slujitor sărac, Pierre, care l-a crescut, iar o porțiune minusculă a castelului cu un singur turn este încă în picioare. Antoine a ajuns la maturitate, iar al 32-lea an se apropie.
Servitorul său moare în cele din urmă, lăsându-l complet singur, iar el începe să exploreze părțile ruinate ale castelului. Găsește o trapă într-una dintre cele mai vechi părți. Mai jos, descoperă un pasaj cu o ușă încuiată în capăt. Tocmai când se întoarce ca să plece, aude un zgomot în spatele lui și observă că ușa este deschisă și cineva stă în ea. Bărbatul încearcă să-l omoare, dar Antoine îl ucide primul. Cuvintele muribundului dezvăluie că este Charles, care a reușit să fabrice cu succes elixirul vieții, permițându-i să împlinească personal blestemul generație după generație.

## Teme
Ca și cealaltă povestire juvenilă a sa, „Fiara din peșteră” (1905), „Alchimistul” conține deja temele sale obsedante dezvoltate ulterior ca adult: imaginea labirintului subteran, a monstrului, a crudității tulburi.

## Adaptări
- O adaptare ca roman grafic scrisă de Steven Philip Jones și desenată de Octavio Cariello a fost publicată inițial în 1991 de Malibu Graphics⁠(d). A fost retipărit ca un roman grafic individual în 2016 de către Caliber Comics și face parte din seria de antologie H. P. Lovecraft Worlds a lui Caliber.
- A fost repovestită din punctul de vedere al lui Charles le Sorcier în cântecul trupei Blue Öyster Cult „The Alchemist⁠(d)” din albumul The Symbol Remains.[3][4]